# مقاطعة أكاديا (لويزيانا)
مقاطعة أكاديا (بالإنجليزية: Acadia Parish, Louisiana)‏ هي إحدى مقاطعات ولاية لويزيانا في الولايات المتحدة. تأسست سنة 1887، وتبلغ مساحتها 1703 كم2، بلغ عدد سكانها 61773 نسمة في عام 2010 حسب إحصاء مكتب تعداد الولايات المتحدة وتصل الكثافة السكانية فيها 35 نسمة/كم2.

## وصلات خارجية
- United States Counties